# Desegregation

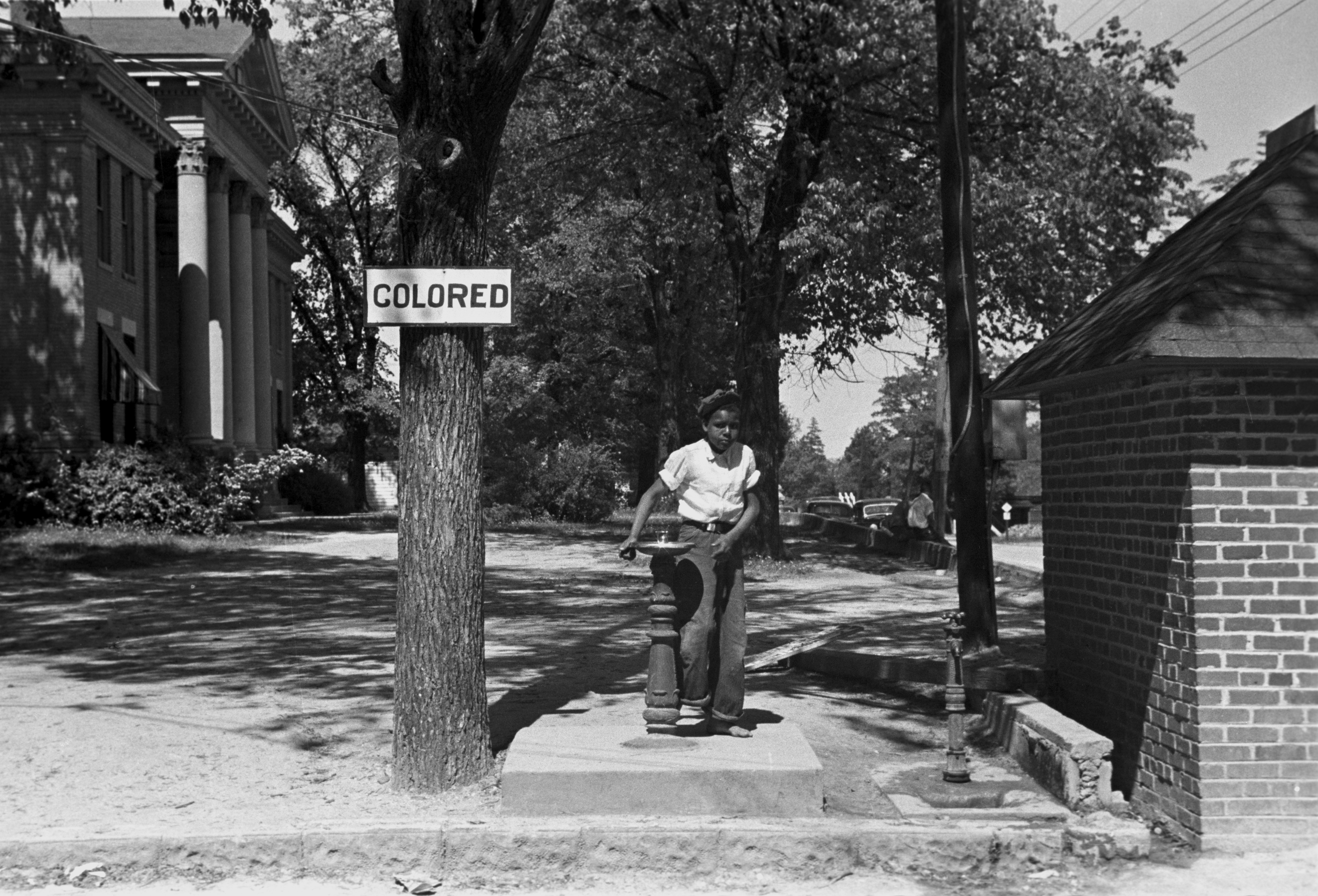
Trinkwasserbrunnen in Halifax, North Carolina. 1938 aufgenommen.

Desegregation bezeichnet die Aufhebung von Segregation, insbesondere der sogenannten „Rassentrennung“.
In den Vereinigten Staaten erfolgte die Desegregation in den 1960er Jahren infolge von Massenprotesten und der Entscheidung des Supreme Courts im Fall Brown vs. Board of Education. In der Republik Südafrika begann die Desegregation erst Mitte der 1990er Jahre nach dem Ende der Apartheidspolitik.
Desegregation wurde in den Vereinigten Staaten vor allem in Militär und Schule thematisiert. In der Republik Südafrika spielt Desegregation auch in der Stadtentwicklung eine wichtige Rolle.